# 芳野寛
芳野 寛（よしの かん、1990年11月16日 - ）は、日本のラグビーユニオン選手。

## プロフィール
- 兵庫県神戸市出身。
- ポジションはフッカー(HO)。
- 身長 177cm、体重 103kg
- ニックネームはかん。

## 略歴
兵庫県ラグビースクールでラグビーを始めた。
2009年、江の川高校卒業後、天理大学に入学する。なお江の川高校時代、第32回高校東西対抗試合の参加メンバーに選出された。　
2012年、天理大学ラグビー部の主将に就任した。
2013年、天理大学卒業後、リコーブラックラムズ(現・リコーブラックラムズ東京)に加入。
2015年12月5日に行われたジャパンラグビートップリーグ第4節の東芝ブレイブルーパス戦に途中出場で公式戦初出場を果たす。 
2020年、日本製鉄釜石シーウェイブスに加入。
2022年、釜石シーウェイブスを退団した。